# Wunder gibt es immer wieder
Pour les articles homonymes, voir Wunder.
Chansons représentant l'Allemagne au Concours Eurovision de la chanson
Primaballerina
(1969) Diese Welt
(1971)
Wunder gibt es immer wieder (« Il y a toujours des miracles ») est la chanson représentant l'Allemagne au Concours Eurovision de la chanson 1970 à Amsterdam. Elle est interprétée par Katja Ebstein.

## À l'Eurovision
Elle est intégralement interprétée en allemand, langue nationale de l'Allemagne, comme l'impose la règle entre 1966 et 1973. L'orchestre est dirigé par Christian Bruhn.
Wunder gibt es immer wieder est la 11e chanson interprétée lors de la soirée, suivant Marlène de Dominique Dussault pour Monaco et précédant All Kinds of Everything, chanson qui deviendra celle qui remportera le concours, de Dana pour l'Irlande. 
À la fin du vote, Wunder gibt es immer wieder termine 3e sur 12 chansons, après avoir obtenu 12 points,.

## Liste des titres
| A1. | Wunder gibt es immer wieder | Günter Loose (de)  | Christian Bruhn | 3:31 |
| B1. | Ich will ihn                | Peter Moesser (de) | Peter Moesser   | 3:21 |

## Reprises et adaptations
Après s'être placée à la troisième place du concours, Katja Ebstein interprète les adaptations en anglais (No more love for me), en français (Un miracle peut arriver par André Salvet), en espagnol (Siempre hay algún milagro), en italien (Nella strada del mio cuore) et en japonais (Ai-no otozure).
En 2005, elle enregistre une nouvelle version de Wunder gibt es immer wieder en titre bonus pour son album Witkiewicz. 
En 2007, le groupe Monrose reprend cette chanson pour le concours de sélection de l'Allemagne pour le Concours Eurovision. La chanson est reprise de nombreuses fois par des artistes comme Guildo Horn, Karel Gott ou Deborah Sasson.